# Felice Mariani
Felice Mariani, född den 8 juli 1954 i Rom, Italien, är en italiensk judoutövare.
Han tog OS-brons i herrarnas lättvikt i samband med de olympiska judotävlingarna 1976 i Montréal.